# Том Брейк
Томас Ентоні «Том» Брейк (англ. Thomas Anthony «Tom» Brake; нар. 6 травня 1962, Melton Mowbray, Лестершир, Англія) — британський політик, ліберальний демократ. Він є членом парламенту від округу Carshalton and Wallington з 1997 року.
З 8 років він жив з родиною у Франції та навчався у західних передмістях Парижа. Десять років по тому, Брейк повернувся до Великої Британії, щоб продовжити свою освіту в Імперському коледжі Лондона, де отримав ступінь бакалавра (з відзнакою) у галузі фізики. Він був комп'ютерним програмним консультантом з 1983 по 1997, входив до рад боро Гекні (1988–1990) і Саттон (1994–1998).